# سینماگراف
سینماگراف (انگلیسی: Cinemagraph) به عکسهایی ساکن و بی‌جان گفته می‌شود که حاوی جنبشی ظریف و تکرارشونده هستند. این حرکت، عکس را به کلیپ ویدئویی تبدیل کرده و می‌تواند این حس را در مخاطب پدیدآورد که مشغول تماشای پویانمایی است.
سینماگراف‌ها در قالب GIF متحرک منتشر می‌شوند.

## تعریف کلی سینماگراف
اگر به عنوان تعریفی کلی، عکاسی را متوقف نمودن زمان و ماندگار نمودن و ابدی کردن برشی از حافظه تاریخ تعریف نماییم، سینماگراف تلفیق ثبت همان لحظه در فضای متحرک و بازسازی پویایی آن لحظه است که تأکید بیشتری بر نمود و تبلور دیدگاه و مضمون هنرمند و عکاسی دارد.
سینماگراف در کل از تلفیق عکس ثابت و حرکتی کوچک در قسمتی از همان تصویر به وجود می‌آید که، قسمت اعظم تصویر مانند عکس‌های معمولی، ثابت و در سکون بوده و تنها بخشی از آن به صورت متحرک و انیمیشن است. تصاویر سینما گراف با فرمت‌های ویدئویی مانند Mp4، GIF, MOV و غیره ساخته می‌شوند و افتکت‌ها و اکشن‌های ساده ولی تأثیرگذار و شگفت‌انگیز به وجود می‌آورند.

## آموزش ساخت سینماگراف
برای ساخت یک سینماگراف می‌بایست در ابتدا به دنبال سوژه و صحنه‌ای مناسب و کاملاً پویا به منظور فیلمبرداری و تصویربرداری برای چند ثانیه کوتاه باشید (با وجود اپلیکیشن‌های قدرتمند برای ساخت سینماگراف، می‌توان حتی از موبایل برای فیلمبرداری استفاده نمود). در اغلب نرم‌افزارها و اپلیکیشن‌ها، بعد از اتمام فرایند تصویربرداری و تهیه ویدیو، تصویری ساکن از ویدئو ضبط شده قابل مشاهده است که «تصویر ثابت» سینماگراف را به وجود می‌آورد. در مرحله بعد می‌بایست با اندکی دقت و ظرافت، قسمت متحرک را تعیین نمود. پس از تعیین قسمت متحرک، سینماگراف آماده خروجی است که با ذخیره و خروجی گرفتن از این فایل، قادر خواهید بود سینماگراف نهایی را با فرمت دلخواهتان داشته باشید.

## پیوند عکاسی صنعتی و سینماگراف
بسیاری از شرکت‌ها و کمپانی‌ها در سال‌های اخیر به دلیل جاذبه و تأثیرگذاری بالا از سینماگراف جهت تبلیغات محصولات خود استفاده نموده‌اند؛ و همین امر باعث اهمیت و گسترش سینماگراف در عکاسی صنعتی و به صورت کلی صنعت تبلیغات شده‌است.